# Erica tetragona
Erica tetragona är en ljungväxtart som beskrevs av L. f. Erica tetragona ingår i släktet klockljungssläktet, och familjen ljungväxter. Inga underarter finns listade i Catalogue of Life.